# Gamal Abdel Hamid
Gamal Abdel Hamid  (arabe : جمال عبد الحميد), né le 24 novembre 1957 en Égypte, est un footballeur retraité professionnel égyptien qui évoluait au poste de milieu de terrain offensif.
Il a joué toute sa carrière pour les deux grands clubs rivaux égyptiens d'Al Ahly SC et du Zamalek, et fut capitaine de l'équipe d'Égypte.

## Biographie
Il mettra au cours de sa carrière 3 buts lors des différentes CAN, 99 buts dans le championnat d'Égypte, et 18 buts lors des différentes coupes d'Afrique (16 avec Zamalek et 2 avec Al Ahly).
Il est également le premier et le seul joueur avec Hossam Hassan du Zamalek à marquer contre Al Ahly et vice-versa.

## International
- CAN 1986
- Médaille d'or aux Jeux africains en Jeux africains

### En club
- Championnat d'Égypte de football (9) 
  - 1977, 1979, 1980, 1981, 1982 avec Al Ahly SC
  - 1984, 1988, 192, 1993 avec le Zamalek

- Coupe d'Égypte de football (5) 
  - 1978, 1981, 1983 avec Al Ahly SC
  - 1988 avec le Zamalek

- Ligue des champions de la CAF (4)
  - 1982 avec Al Ahly SC
  - 1986, 1987, 1993 avec le Zamalek

- Coupe d'Afrique des vainqueurs de coupe de football (1) 1984 avec Al Ahly SC
- Supercoupe de la CAF (1) 1993 avec le Zamalek
- Coupe afro-asiatique de football (1) 1987 avec le Zamalek

### Individuel
- Meilleur buteur de la CAN 1988 au Maroc : 2 buts
- Meilleur buteur du championnat d'Égypte : 1987-88 (11 buts)